# Koninklijk Wiskundig Genootschap
Het Koninklijk Wiskundig Genootschap (afgekort KWG) heeft als doel de wiskunde te bevorderen, en haar beoefening en toepassingen aan te moedigen. Daarnaast vertegenwoordigt het KWG de Nederlandse wiskundige gemeenschap in binnen- en buitenland. De vereniging is in 1778 als Wiskundig Genootschap (WG) opgericht en is daarmee het oudste nationale wiskundegenootschap ter wereld. Een van de vier oprichters van het genootschap was de Amsterdamse boekhouder en amateur-wiskundige Arnold Strabbe (1741-1805). Het predicaat Koninklijk werd op 28 april 2003 toegekend. De lijfspreuk van het KWG is: een onvermoeide arbeid komt alles te boven.
De achttiende-eeuwse WG-leden waren voornamelijk amateurs en praktisch georiënteerde wiskundigen: landmeters, onderwijzers, boekhouders en instrumentmakers. De bekende wiskundige Laurens Praalder was toen lid. In de negentiende eeuw verschoof de nadruk binnen het Genootschap van recreatieve naar creatieve wiskunde. Een nieuwe groep van beroepswiskundigen trad toe. Er werden contacten gelegd met vakverenigingen in omliggende landen. Op de grens van de negentiende en de twintigste eeuw treffen we Nederlandse wiskundigen van wereldnaam als Thomas Stieltjes, Diederik Korteweg en L.E.J. Brouwer. Korteweg, bekend van de Korteweg-de Vries vergelijking, was meer dan 50 jaar bestuurslid van het Genootschap. Brouwer, pionier in de algebraïsche topologie en grondlegger van het intuïtionisme, was zijn student en opvolger in Amsterdam. In het jaar 1954 organiseerde het WG het vierjaarlijkse Internationaal Wiskundecongres in Amsterdam. De tentoonstelling die het Stedelijk Museum in Amsterdam bij die gelegenheid aan M.C. Escher wijdde vormde de aanloop tot diens wereldfaam. In 2008 werd onder auspiciën van het KWG het vierjaarlijkse European Congress of Mathematics in Amsterdam georganiseerd. 
De vereniging publiceert eens per kwartaal het blad Nieuw Archief voor Wiskunde. Verder publiceert het ook het wiskundetijdschrift voor middelbare scholieren, Pythagoras en het wetenschappelijk tijdschrift Indagationes Mathematicae.
Het Nederlands Mathematisch Congres is het jaarlijkse KWG-congres dat enkele honderden onderzoekers, studenten, leraren en amateurs bijeenbrengt. Eens in de drie jaar kent het KWG samen met de KNAW de Brouwermedaille toe aan een toonaangevende wiskundige. Het KWG organiseert jaarlijks het Wintersymposium, dat bestemd is voor docenten en aankomende docenten in het voortgezet onderwijs.  
Het KWG is aangesloten bij de European Mathematical Society en de International Mathematical Union.